# 盧卡維齊亞
49°23′51″N 23°13′43″E / 49.39750°N 23.22861°E
盧卡維齊亞（烏克蘭語：Лукавиця），是烏克蘭西部的村莊，隸屬利維夫州的桑比爾區。該村始建於1375年，面積5.7平方公里，海拔高度345米，2001年人口228，人口密度每平方公里40人。